# Таманский завод
Тама́нский (также — Атама́нский) медеплави́льный заво́д — металлургический завод в Западном Приуралье, основанный в 1720-х годах в устье Таманки при впадении её в Каму и существовавший до 1773 года. Первый металлургический завод, построенный Строгановыми на Урале.

## История
Завод был основан в 54 верстах к юго-западу от Соликамска на вотчинных землях Строгановых. Указ Берг-коллегии с разрешением на строительство завода был издан 17 мая 1721 года. После получения разрешения Строгановы, не имевшие к тому времени опыта сооружения металлургических заводов, не сразу начали строительство, отдавая приоритет производству соли. В итоге строительство завода началась в июле 1724 года, запуск состоялся 4 сентября 1726 года.
В первые годы работы оборудование завода состояло из 4 медеплавильных печей, гармахерского, штыкового и пробирного горнов. Позднее были построены ещё 3 печи, рудобойная фабрика с 2 молотами, обжигальная фабрика с 18 печами, мусорная толчея, кузница с 2 ручными горнами, меднопосудная фабрика с 1 горном. Из-за недостаточного напора воды весь парк печей находился в работе только в весенний период, во время половодья. Остальное время работали только 3 печи. Товарная медь сбывалась на внутреннем рынке, а также отправлялась на Екатеринбургский монетный двор для чеканки медной монеты.
Руда для переработки поступала с местных рудников, удалённых от завода на 40—58 вёрст: Берёзовского, Бобковского, Пашихинского, Романовского, Чистоборского и других. На заводе работали 70—80 собственных крепостных заводовладельцев, для вспомогательных работ привлекались вотчинные крепостные крестьяне. В 1726 году завод выплавил 193 пудов меди в 1728 году — 984 пудов, в 1730 году — 1339 пудов. Средний уровень производства в год составлял 1446 пудов в 1731—40 годы, 1216 пудов — в 1741—50 годы, 1865 пудов — в 1751—60 годы. В 1755 году было выплавлено рекордное количество меди — 2737 пудов.
После раздела имущества 20 мая 1747 года завод перешёл в собственность Н. Г. Строганова. Новый владелец установил 2 кричных молота для переработки в железо чугуна Билимбаевского завода, но производство не было освоено. После смерти Н. Г. Строганова в 1764 году завод по наследству перешёл его сыну А. Н. Строганову.
С середины 1760-х годов из-за истощения рудных месторождений выплавка меди начала резко снижаться, а в 1773 году была прекращена. Поиски новых месторождений окончились безрезультатно. В 1753 и 1784 годах на заводе переплавлял медистый чугун, из которого за два года было отделено 423 пуда меди. А. Н. Строганов дважды обращался к властям с просьбой исключить завод из числа облагаемых налогами предприятий. 15 февраля 1788 года указом Сената завод был исключён из списка действующих предприятий.